# Universitätsbibliothek der LMU München
Die Universitätsbibliothek (UB) der Ludwig-Maximilians-Universität (LMU) (bis 2012: Universitätsbibliothek München) stellt den Wissenschaftlerinnen und Wissenschaftlern sowie den Studierenden der LMU Literatur und wissenschaftliche Informationen in gedruckter und elektronischer Form zur Verfügung. Zusätzlich bewahrt und erschließt die UB den Altbestand wertvoller Handschriften und Drucke als kulturelles Erbe der LMU und bietet Open Access Plattformen für elektronische Publikationen.

## Geschichte
Ein Jahr nach der Gründung der Universität Ingolstadt entstand 1473 die Bibliothek der Artistenfakultät. 1573 veranlasste der Vizekanzler der Universität Martin Eisengrein die Neugründung einer zusätzlichen Universitätsbibliothek, die auch den weltlichen Professoren der Universität freien Zugriff auf die Bücher ermöglichen sollte. Grundstock waren 6062 Bände des Augsburger Bischofs Johann Eglof von Knöringen, so dass diese als Knöringensche Universitätsbibliothek bezeichnet wurde. Die Bibliothek des Jesuitenkollegs Ingolstadt wurde mit der Auflösung des Ordens 1773 in die Universitätsbibliothek überführt.
1799 kam es zum Auszug der Universität aus Ingolstadt. In der Landshuter Zeit von 1800 bis 1826 war die Bibliothek in den Räumen des enteigneten Dominikanerklosters untergebracht. Während der Säkularisation in Bayern kam es zu einem bedeutenden Bücherzuwachs. Durch das „Decretum electorale“ von 1803 war die Universitätsbibliothek berechtigt, nach der Hofbibliothek München die Bände der bayerischen Klosterbibliotheken zu übernehmen. Zudem vereinnahmte sie die Bestände des Klosters Seligenthal sowie des Franziskaner- und des Dominikanerklosters Landshut komplett. Beim Umzug nach München 1826 in das Gebäude des ehemaligen Jesuitenkollegs in der Neuhauser Straße war der Bestand auf 130.000 Bände angewachsen. In dieser Zeit war Maurus Aloys Harter der Bibliothekar.

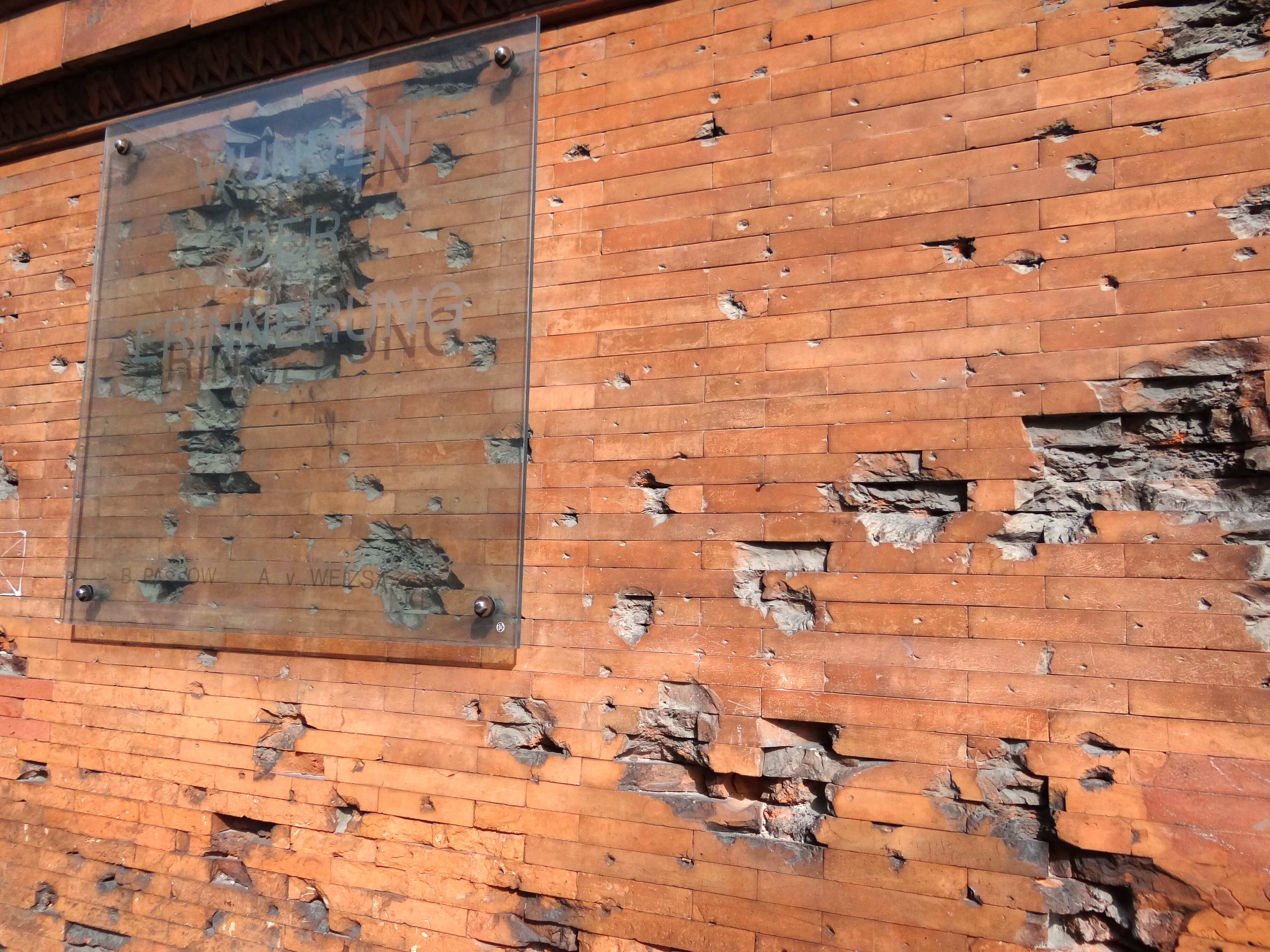
Noch heute sichtbare Spuren von Kriegsschäden an der Südseite der heutigen UB mit Gedenktafel „Wunden der Erinnerung“

1840 zog sie in die Bibliotheksräume des von Friedrich von Gärtner neu erbauten Universitätsgebäudes an der Ludwigstraße. Der Aufbau einer modernen Universitätsbibliothek erfolgte ab 1892 unter der hauptamtlichen Leitung von Hans Schnorr von Carolsfeld. Mit etwa 831.000 Bänden war sie bereits im Jahre 1925 die größte Universitätsbibliothek in Deutschland. Nach der Machtergreifung der Nationalsozialisten 1933 entließ die Bibliotheksdirektion die als jüdisch geltenden Beschäftigten gemäß dem Gesetz zur Wiederherstellung des Berufsbeamtentums. Im Zweiten Weltkrieg fielen etwa 400.000 Bände Brandbomben zum Opfer, da keine Schutzmaßnahmen ergriffen worden waren. 1945 folgte die Wiedereröffnung in provisorischen Räumlichkeiten, da sich die Beseitigung von Kriegsschäden über Jahrzehnte hinzog.
Erst 1967 wurde das heutige Gebäude im Südflügel des Hauptgebäudes bzw. in der ehemaligen Bayerischen Salinenverwaltung eröffnet und erst 1970 erreichte die Universitätsbibliothek wieder den Besitzstand des Jahres 1942 mit über 1 Million Bände. Ab 1976 begann die Erstellung eines Gesamtzeitschriftenverzeichnis der Universitätsbibliothek, der Bibliothek der Technischen Universität und der Bayerischen Staatsbibliothek. Seit 1980 wird die Zusammenarbeit mit den über 200 Institutsbibliotheken der Universität ausgebaut. Die Einführung moderner EDV-Systeme erleichterte die Recherche.

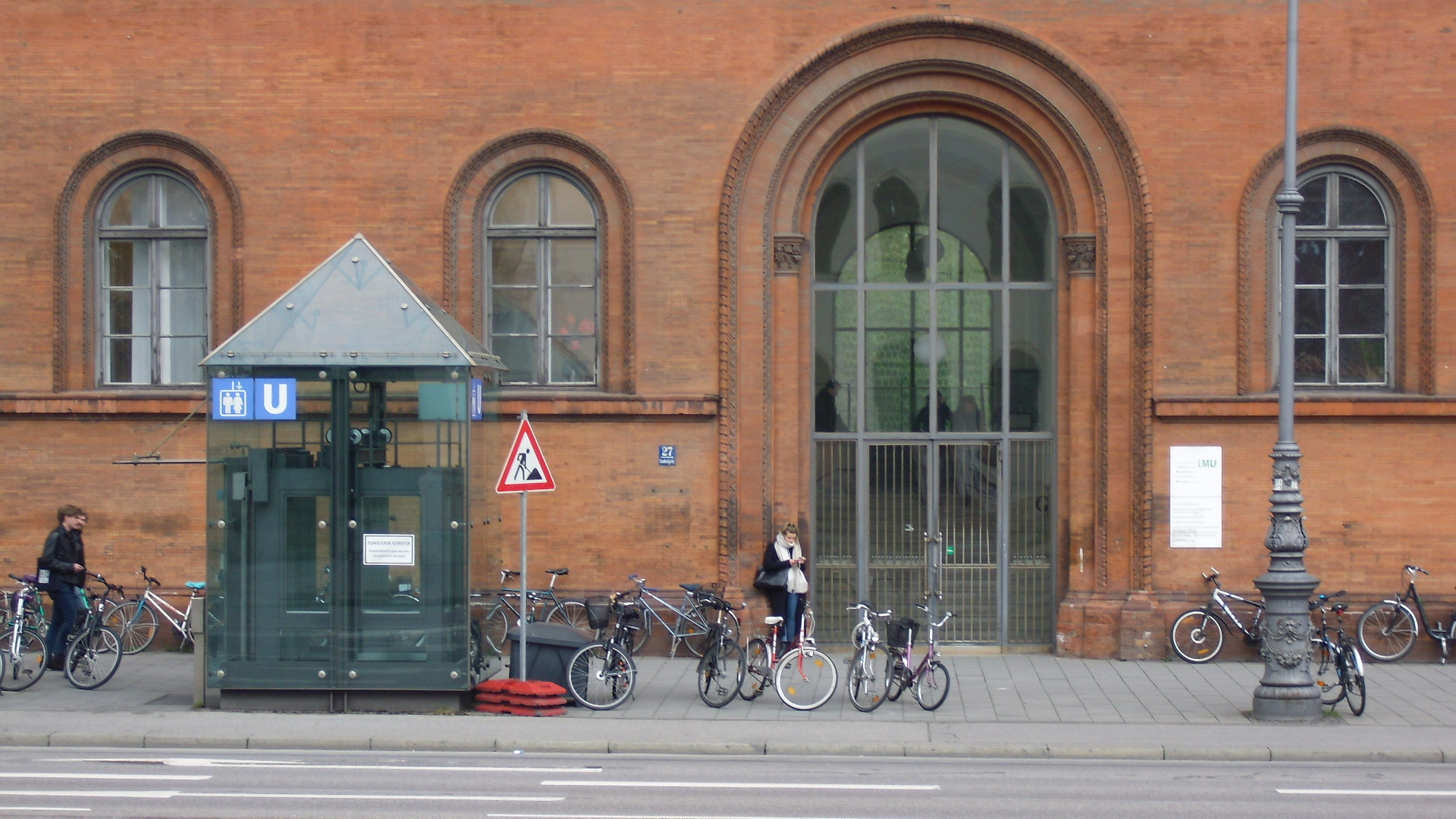
UB-Eingang mit U-Station

Mit der Fachbibliothek Psychologie und Pädagogik eröffnete im Jahre 1985 die erste Fachbibliothek des Bibliothekssystems. Im Jahr 1993 wurden die Bibliotheken der Fakultät für Betriebswirtschaft und des Volkswirtschaftlichen Instituts zur Bibliothek Wirtschaftswissenschaften zusammengeschlossen. 1999 wurden die Fachbibliothek Chemie und Pharmazie in Großhadern sowie die Fachbibliothek Historicum eingeweiht. Die Bildung der großen Fachbibliothek Theologie und Philosophie durch Vereinigung der Institutsbibliotheken der evangelischen und katholischen Theologie sowie der Philosophie erfolgte im Jahre 2004. Am 30. September 2019 eröffnete die Fachbibliothek Philologicum für die Sprach- und Literaturwissenschaften. Mit einem Präsenzbestand von 430.000 Medieneinheiten und 740 Lese- und Arbeitsplätzen ist sie die größte Fachbibliothek der LMU. Zum 1. Januar 2022 wurden verschiedene juristische Institutsbibliotheken unter dem Dach der Fachbibliothek Rechtswissenschaft in die Organisationsstruktur der Universitätsbibliothek aufgenommen.
Im Juli 2021 wurde der Universitätsbibliothek das Universitätsarchiv der Ludwig-Maximilians-Universität als organisatorisch unselbständiger Teil zugeordnet. Aufgabe des Universitätsarchivs ist die Verwahrung und Nutzbarmachung von Schriftgut, audiovisuellem Material und Sammlungsgut zahlreicher Provenienzen: von der Zentralen Universitätsverwaltung über die Fakultäten bis hin zu einzelnen Instituten, vom Akademischen Senat bis hin zu den Nachlässen von Hochschullehrern.

## Bibliothekssystem und Bestand

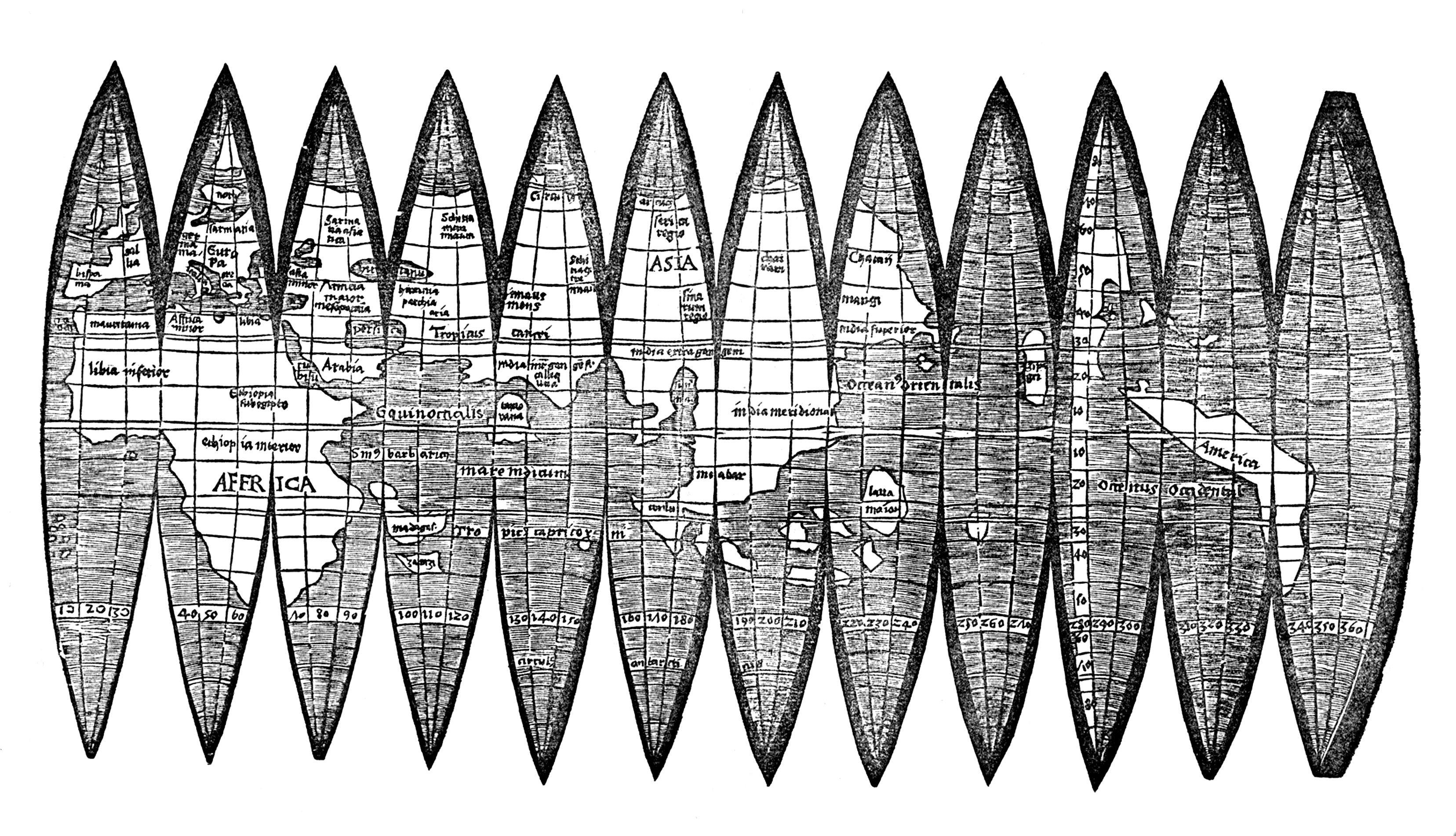
Zufallsfund in der UB: Exemplar der Erdglobus-Segmentkarte von Martin Waldseemüller aus dem Jahr 1507

Das Bibliothekssystem der UB der LMU verfügt über die Zentralbibliothek, 14 Fachbibliotheken, die im gesamten Stadtgebiet Münchens und teilweise auch Landkreis München verteilt sind, und mehreren Lernzentren. Zusätzlich gehören dem Bibliothekssystem die Bibliothek des Klinikums Großhadern als Kooperationspartner sowie 56 weitere Bibliotheken der LMU an, die im Online-Katalog der UB verzeichnet sind.
Mit einem Gesamtbestand von mehr als 5 Millionen Bänden an 17 Standorten ist sie hinter der Bayerischen Staatsbibliothek und der Universitätsbibliothek Erlangen-Nürnberg die drittgrößte Bibliothek Bayerns. 

### Zentralbibliothek
Seit 1967 befindet sich die Zentralbibliothek im Hauptgebäude der Ludwig-Maximilians-Universität. Sie verfügt über einen Gesamtbestand von ca. 2,8 Millionen Bänden (einschließlich Dissertationen), fast 5.000 laufenden Abonnements gedruckter Zeitschriften und Zeitungen und erwirbt und lizenziert zahlreiche elektronische Medien. Derzeit hat die UB der LMU etwa 91.000 elektronische Zeitschriften lizenziert, über 230.000 E-Books und ca. 650 Datenbanken. Allein im Jahr 2019 wurde mehr als 6 Millionen Mal auf die elektronischen Bücher zugegriffen.
Zudem besitzt die UB historische Bestände, die sie dauerhaft aufbewahrt und der Wissenschaft als Original oder als Digitalisat zur Verfügung stellt. Hierzu zählen über 3.400 Handschriften und ca. 475.000 alte Drucke, davon fast 3.600 Inkunabeln. Unter den mittelalterlichen Handschriften finden sich Kostbarkeiten wie die Lex Baiuvariorum, die älteste erhaltene Handschrift des bayerischen Volksrechts (um 800), oder ein Evangeliar aus der Hofschule Karls des Großen (ebenfalls um 800); Cim. 1 (= 2° Cod. ms. 29). Zu den bekanntesten Inkunabeln zählen das Respice Domine von Ekbert von Schönau sowie die ersten deutschsprachigen Bibeln (Mentelin-Bibel, 1466 und Eggstein, nicht nach 1470, beide Straßburg). Weiterhin gehören 186 Nachlässe, ca. 15.000 Bände Rarasammlung, die bibliophile Bibliothek Maassen und eine Exlibrissammlung (u. a. Sammlung Wiese) zum bedeutenden Altbestand.
Im Mai 2012 stießen zwei Bibliothekarinnen der Universitätsbibliothek der LMU München im Zuge von Korrekturarbeiten am Katalog in einem Sammelband mit zwei Drucken zur Geometrie aus dem ersten Jahrzehnt des 16. Jahrhunderts auf eine Globussegmentkarte Martin Waldseemüllers (Cim. 107#2). Die Karte gilt als Geburtsstunde Amerikas, da hier erstmals die Umrisse des neuen Kontinents gezeichnet und der Name „America“ verwendet wurden. Das Exemplar weist mehrere markante Unterschiede zu den bislang bekannten Exemplaren auf und gilt als unikal.

### Fachbibliotheken
War die Bibliothekslandschaft der LMU Mitte des letzten Jahrhunderts durch eine klassisch dezentrale Struktur mit fast 200, räumlich oft beengten Instituts- und Lehrstuhlbibliotheken geprägt, wurde Ende der 1970er Jahre ein Reformprozess zur Bildung von größeren Fachbibliotheken eingeleitet. Ziel der Reform war es, durch die Zusammenlegung von Bibliotheken mit fachlich benachbarten Beständen, eine bessere Literaturversorgung für die expandierende Universität zu gewährleisten und die bibliothekarischen Ressourcen effektiver einzusetzen.
Im September 1985 eröffnete die UB der LMU mit der Fachbibliothek Psychologie und Pädagogik ihre erste Fachbibliothek. Derzeit verfügt die UB der LMU über 14 Fachbibliotheken, die räumlich nah an den zugehörigen Fakultäten über das gesamte Münchener Stadtgebiet verteilt sind:
- Fachbibliothek Biologie und Biomedizin (Sammelgebiet: Biologie; inkl. Lehrbuchsammlung)
- Fachbibliothek Chemie und Pharmazie (Sammelgebiete: Biochemie, Chemie, Pharmazie; inkl. Lehrbuchsammlung)
- Fachbibliothek Englischer Garten (Sammelgebiete: Biomolekulare Optik, Computerlinguistik, Ethnologie, Informatik, Japanologie, Kommunikationswissenschaft, Politikwissenschaft, Volkskunde)
- Fachbibliothek Geowissenschaften (Sammelgebiete: Geologie, Geowissenschaften, Geographie, Wirtschafts- und Sozialgeographie)
- Fachbibliothek Historicum (Sammelgebiete: Archäologie, Byzantinistik, Geschichte)

- Fachbibliothek Kunstwissenschaften (Sammelgebiete: Kunstgeschichte, Musikwissenschaft, Theaterwissenschaft)

- Fachbibliothek Mathematik und Physik (Sammelgebiete: Mathematik (inkl. Mathematikdidaktik), Meteorologie, Physik (inkl. Physikdidaktik); inkl. Lehrbuchsammlung)

- Fachbibliothek Medizinische Lesehalle (Sammelgebiete: Humanmedizin, Zahnmedizin; inkl. Lehrbuchsammlung)
- Fachbibliothek Philologicum (Sammelgebiete: Albanologie, Amerikanistik, Englische Philosophie, Finnougristik / Uralistik, Germanistik, Klassische Philologie, Komparatistik, Lateinische Philologie des Mittelalters, Nordische Philologie, Romanische und Italienische Philologie, Slavische Philologie, Vergleichende und Indogermanische Sprachwissenschaften)
- Fachbibliothek Psychologie, Pädagogik und Soziologie (Sammelgebiete: Psychologie, Pädagogik, Soziologie; inkl. Testothek)
- Fachbibliothek Rechtswissenschaft (Sammelgebiete: Antike Rechtsgeschichte und Papyrusforschung; Bayerische und deutsche Rechtsgeschichte; Deutsches Steuerrecht; Handels- und Arbeitsrecht; Politik und Öffentliches Recht; Strafrecht; Zivilrecht, Zivilverfahrensrecht und Medienrecht)
- Fachbibliothek Theologie und Philosophie (Sammelgebiete: Philosophie, Religionswissenschaft, Theologie)
- Fachbibliothek Tiermedizin (Sammelgebiet: Tiermedizin; inkl. Lehrbuchsammlung)
- Fachbibliothek Wirtschaftswissenschaften und Statistik (Sammelgebiete: Betriebswirtschaftslehre, Statistik, Volkswirtschaftslehre; inkl. wirtschaftswissenschaftlicher Lehrbuchsammlung)

Neben der Zentralbibliothek und den Fachbibliotheken gehören noch weitere Standorte zur Universitätsbibliothek. Meist handelt es sich dabei um kleinere Instituts- und Lehrstuhlbibliotheken. Je nach Standort unterscheidet sich die Integration dieser Bibliotheken in das Bibliothekssystem.

### Lernzentren
In den Lernzentren bietet die Universitätsbibliothek den Studierenden der Ludwig-Maximilians-Universität Lese- und Arbeitsplätze, die zur konzentrierten Einzelarbeit sowie für kommunikative Gruppenarbeit geeignet sind.
- Das Lernzentrum Leo 13 bietet LMU-Angehörigen ca. 100 Lese- und Arbeitsplätze im Obergeschoss sowie Lehrbücher der Fächer Jura im Erdgeschoss.
- Das Ende 2024 eröffnete Lernzentrum UniLounge im Hauptgebäude der LMU München bietet rund 70 Plätze, außerdem einen Lounge-Bereich mit Snack- und Getränkeautomaten.
- Das Lernzentrum Lesesaal (früher: Allgemeiner Lesesaal) in der Zentralbibliothek bietet Platz für rund 80 Studierende.

## Ausgewählte Service- und Dienstleistungen
Hauptaufgabe der Bibliothek ist die Literatur- und Informationsversorgung der Wissenschaftler sowie der Studierenden der LMU. Darüber hinaus unterstützt die UB die Mitglieder der LMU mit modernster Infrastruktur dabei, Forschungsergebnisse und Forschungsdaten Open Access zu publizieren und so weltweit sichtbar zu machen.

### Open Access LMU
Mit Open Access LMU bietet die Universitätsbibliothek eine Plattform für das elektronische Publizieren im Internet. Wissenschaftler aller Fakultäten der LMU sowie von Institutionen, die mit der LMU kooperieren, haben die Möglichkeit, ihre Publikationen im Sinne der „Berliner Erklärung über offenen Zugang zu wissenschaftlichem Wissen“ auf dem Publikationsserver frei zugänglich zu veröffentlichen.
Die Universitätsbibliothek
- stellt unter anderem den technischen und organisatorischen Rahmen zur Verfügung;
- sorgt für eine stabile Adressierung der Veröffentlichungen durch die Vergabe von Persistent Identifiern (URNs), die bei der Deutschen Nationalbibliothek registriert werden;
- stellt die Schnittstelle für den Austausch standardisierter Metadaten mit anderen Servern zur Verfügung und macht die Publikation so weltweit über Suchmaschinen und bibliografische Verzeichnisse auffindbar;
- gewährleistet die Langzeitarchivierung der Publikationen.

### Open Publishing LMU
Mit Open Publishing LMU haben die Wissenschaftler der LMU die Möglichkeit, Kongressbände, Unterrichtsskripte, Tagungsprogramme und andere wissenschaftliche Texte zusätzlich zur elektronischen Version auch gedruckt als Verlagspublikation zu veröffentlichen.

### Open Data LMU
Seit 2010 berät die UB die Forschenden der LMU bei der Erstellung und Verwaltung von Forschungsdaten. Auf dem Repositorium Open Data LMU können die Forschungsdaten aus wissenschaftlichen, an der LMU angesiedelten Projekten, veröffentlicht und langfristig gesichert werden.
Das Angebot der UB in Hinblick auf Forschungsdaten wird seit 2018 im Rahmen des vom Bayerischen Staatsministerium für Wissenschaft und Kunst für drei Jahre geförderten Projektes „eHumanities – interdisziplinär“ weiter ausgebaut. Zusammen mit der UB der Friedrich-Alexander-Universität Erlangen-Nürnberg (FAU) und der IT Gruppe Geisteswissenschaften der LMU (ITG) werden neue Hilfsmittel konzipiert und evaluiert sowie Best-Practice-Empfehlungen zum Forschungsdatenmanagement für die digitalen Geisteswissenschaften erarbeitet.

### Open Journals LMU
Mit Open Journals LMU unterstützt die Universitätsbibliothek alle Angehörigen der LMU bei der Gründung eines Online Journals mit der Software Open Journal Systems. Dabei übernimmt die Bibliothek das Hosting sowie die Datensicherung der Zeitschrift und bietet eine Einführung und Support für Layout und Redaktionssystem.